# Les Braises
Les Braises (titre original hongrois  : A gyertyák csonkig égnek, qui signifie « Les chandelles brûlent jusqu'au bout ») est un roman psychologique de l'écrivain hongrois Sándor Márai, paru en 1942.
Ce roman dont l'action s'étale sur environ vingt-quatre heures narre la rencontre, après quarante et un ans et quarante-trois jours de séparation, de deux amis d'enfance. Il est essentiellement constitué de dialogues entre les deux protagonistes, maintenant des vieillards.

## Résumé
L'action se déroule dans un château à la campagne, en Hongrie.
Les deux personnages, le Général et Conrad, ont passé ensemble leur jeunesse jusqu'à ce que Conrad disparaisse subitement pour ne venir voir son ancien ami qu'une quarantaine d'années plus tard. À travers l'évocation des souvenirs du Général dans les premiers chapitres, puis le dialogue entre celui-ci et Conrad, l'histoire de l'amitié entre les deux hommes se révèle progressivement ainsi que les différences qui les opposent. Le Général, originaire d'une famille aristocratique et fortunée, fonde ses principes moraux sur les valeurs militaires héritées de son père, alors que Conrad, issu d'un milieu cultivé mais modeste, n'a que peu de goût pour l'armée mais possède un grand sens artistique. 

## Structure du récit
La tension dramatique du récit est entretenue par une série de révélations et de coups de théâtre et le sens réel de la fuite de Conrad n'apparaît qu'à la fin du récit. Aux questions multiples que lui pose le général, Conrad n'apporte pas de réponse directe, c'est au lecteur qu'il convient de trouver celle dont le caractère se devine. C'est toute la force de ce récit qui parfois prend la forme d'une enquête a posteriori.

## Thème
Il aborde le thème de la fidélité rendue difficile par la différence de condition entre les hommes (Conrad n'est pas seulement moins riche que le Général, il est également son obligé). Il témoigne d'une vision plutôt pessimiste des relations humaines. 
Le récit décrit aussi la fin de l'Empire Austro-Hongrois et le bouleversement des sociétés et de l'ordre européen au cours du XXème siècle. 

## Éditions françaises
- Paris, Buchet-Chastel-Corrêa, coll. « L'Éventail », 1958
- Paris, Albin Michel, coll. « Les Grandes Traductions », 1995  (ISBN 2-226-07628-X)

Traduit en français chez Buchet-Chastel/Corrêa dès 1958, la réédition de ce roman en 1995, chez Albin Michel, est à l'origine de la découverte spectaculaire de Sándor Márai à travers le monde. Inspirés par l'édition française, des éditeurs ont fait paraître Les Braises dans de très nombreuses traductions. Le roman a figuré sur des listes de best-sellers dans plusieurs pays, sous le titre français d'ailleurs, et non sous le titre original hongrois. 

## Adaptations

### Au théâtre
Sandor a lui-même adapté son roman Les Braises sous le titre Parázs [Braises] en 1965. Le roman a également été adapté au théâtre au Royaume-Uni, où il mettait en vedette Jeremy Irons, et en Allemagne. En France, on doit l'adaptation du roman à Claude Rich en 2003.

### À la télévision
- 1967 : Asche und Glut, téléfilm allemand réalisé par Korbinian Köberle, adaptation du roman Les Braises
- 2010 : A gyertyák csonkig égnek, téléfilm slovaque (en langue hongroise) réalisé par Sándor Beke, adaptation du roman Les Braises